# 太田秀俊
太田 秀俊（おおた ひでとし）は日本人キックボクサー、空道家。
宮城県出身。

## 来歴
- 2008年春 - 北斗旗 全日本空道体力別選手権 軽量級 準優勝[1]
- 2009年 - 北斗旗 全日本空道体力別選手権 軽量級 準優勝[2]
- 2009年 - 空道第三回世界大会準々決勝敗退[3]